# Бодо II фон Регенщайн-Бланкенбург
Бодо II фон Регенщайн-Бланкенбург (на немски: Bodo II von Regenstein-Blankenburg; * ок. 1530/1531; † 4 октомври 1594 в Щиге в Харц) е граф на Регенщайн и Бланкенбург в Харц.

## Произход
Той е син на граф Улрих X фон Регенщайн-Бланкенбург 'Млади' (1499 – 1551) и втората му съпруга графиня Магдалена фон Щолберг (1511 – 1546), дъщеря на граф Бото фон Щолберг (1467 – 1538) и графиня Анна фон Епщайн-Кьонигщайн (1481 – 1538), и сестра на Юлиана фон Щолберг.
По-голям брат е на Каспар Улрих XI (1534 – 1575) и по-малък полубрат на Ернст I (1528 – 1581), който е баща на Мартин (1570 – 1597).
Граф Бодо II и брат му Ернст I подписват лутеранската „Формула на съгласието“ от 1577 г. и „Книгата на съгласието“ от 1580 г.
Бодо II умира бездетен на 4 октомври 1594 г. в Щиге (днес част от Оберхарц ам Брокен) в Харц, на 63 години.

## Фамилия
Първи брак: на 7 март 1568 г. в Елрих, Тюрингия, с Катарина фон Шварцбург (* ок. 1534; † 5 април 1568), вдовица на граф Ернст VI фон Хонщайн-Клетенберг-Лора († 25 юни 1562), дъщеря на граф Йохан Хайнрих фон Шварцбург-Лойтенберг (1496 – 1555) и Маргарета фон Ройс-Вайда († 1569). Те нямат деца.
Втори брак: на 17 октомври 1569 г. в Глаухау с Анна фон Шьонбург-Глаухау (* 11 февруари 1552; † 1 януари/9 март 1595/1569), дъщеря на Георг I фон Шьонбург-Глаухау (1529 – 1585) и Доротея Ройс-Плауен (1523 – 1572). Бракът е бездетен.